# Pleinfeld
Pleinfeld település Németországban, azon belül Bajorországban. Lakosainak száma 7752 fő (2023. december 31.). Pleinfeld Spalt, Röttenbach, Roth járás, Heideck, Ettenstatt, Ellingen, Höttingen, Absberg, Pfofeld és Theilenhofen községekkel határos.

## Népesség
A település népessége az elmúlt években az alábbi módon változott:
| Lakosok száma | 3217 | 1150 | 3694 | 5616 | 5207 | 7400 | 7443 | 7525 | 7685 | 7752 |
|               | 1840 | 1875 | 1939 | 1961 | 1975 | 2012 | 2014 | 2016 | 2021 | 2023 |